# Pombal
Pombal este un oraș în Districtul Leiria, Portugalia.